# Євсуг-Степове
Євсуг-Степове — один з об'єктів природно-заповідного фонду Луганської області, загальнозоологічний заказник місцевого значення.

## Розташування
Загальнозоологічний заказник розташований на захід від міста Біловодська, поблизу сіл Євсуг, Степове та Копані в Біловодському районі Луганської області. Координати: 49° 15' 23" північної широти, 39° 21' 13" східної довготи .

## Історія
Загальнозоологічний заказник місцевого значення «Євсуг-Степове» оголошений рішенням Луганської обласної ради народних депутатів № 4/19 від 15 грудня 1998 року.

## Загальна характеристика
Загальнозоологічний заказник «Євсуг-Степове» загальною площею 5 000,0 га являє собою ділянку з природним ландшафтом південних відрогів Середньоруської височини з байрачними дібровами та типчаково-ковиловими степами.

## Ландшафтний склад
Степи — 19%,

умовно-природні ліси — 4%,

штучні ліси — 6%,

водойми — 0%,

орні землі — 67%,

населені пункти — 4%.

## Тваринний світ
На території заказника мешкають мисливські тварини, що потребують збереження та відновлення: бабак степовий, куниця лісова, свиня дика, сарна європейська, лось.